# Фульвія
Фульвія (77 до н. е. , Стародавній Рим  — 40 до н. е. , Сікіон, Пелопоннес ) — політична діячка, дружина декількох відомих політиків Римської республіки.

## Життєпис
Походила з патриціанського роду Фульвіїв. Донька Марка Фульвія Флакка Бамбаліона та Семпронії, доньки Гая Семпронія Гракха.
У першому шлюбі була дружиною Публія Клодія Пульхра. Користувалася гарячою любов'ю чоловіка, від якого мала сина та доньку. У 58 році до н. е. переконала свого зведеного брата Пінарія надати Клодію сприяння й зробити дедикацію будинку Цицерона. Коли у 52 році Клодій був убитий Мілоном, Фульвія звернулася до народу зі скаргами та закликами до помсти, тим самим були спровоковані значні масові безлади, в ході яких згоріла будівля сенату.
Вдруге Фульвія вийшла заміж у 50 році до н. е. за народного трибуна Гая Скрибонія Куріона, але вже у наступному році Куріон загинув в Африці, воюючи на боці Цезаря у громадянській війні. Від Куріона вона також народила сина.
У 45 році до н. е. Фульвія вийшла заміж втретє, за Марка Антонія, консула 44 року до н. е., якому народила двох синів. Була сильно до нього прив'язана, але мала владний характер, тому тримала чоловіка у своєму підпорядкуванні. Коли у січні 43 р. до н. е. сенат розглядав пропозицію про оголошення Антонія ворогом держави, Фульвія звернулася до впливових сенаторів, благаючи їх не допустити цього, й домоглася зміни загального настрою. Після поразки Антонія у Мутинській війні опинилася у складному матеріальному становищі. Водночас Фульвія піддалася нападкам ворогів Антонія. В цій ситуації істотну допомогу Фульвії надав Тит Помпоній Аттік.
Восени 43 року до н. е. було сформовано другий тріумвірат Антонієм, Октавіаном та Лепідом, Октавіан одружився з донькою Фульвії від Клодія заради зміцнення союзу з Антонієм. Під час проскрипцій, оголошених тріумвірами, Фульвія виявила жорстокість й мстивість. Відповіла категоричною відмовою на клопотання римських матрон, які домагалися скасування податку на їх майно.

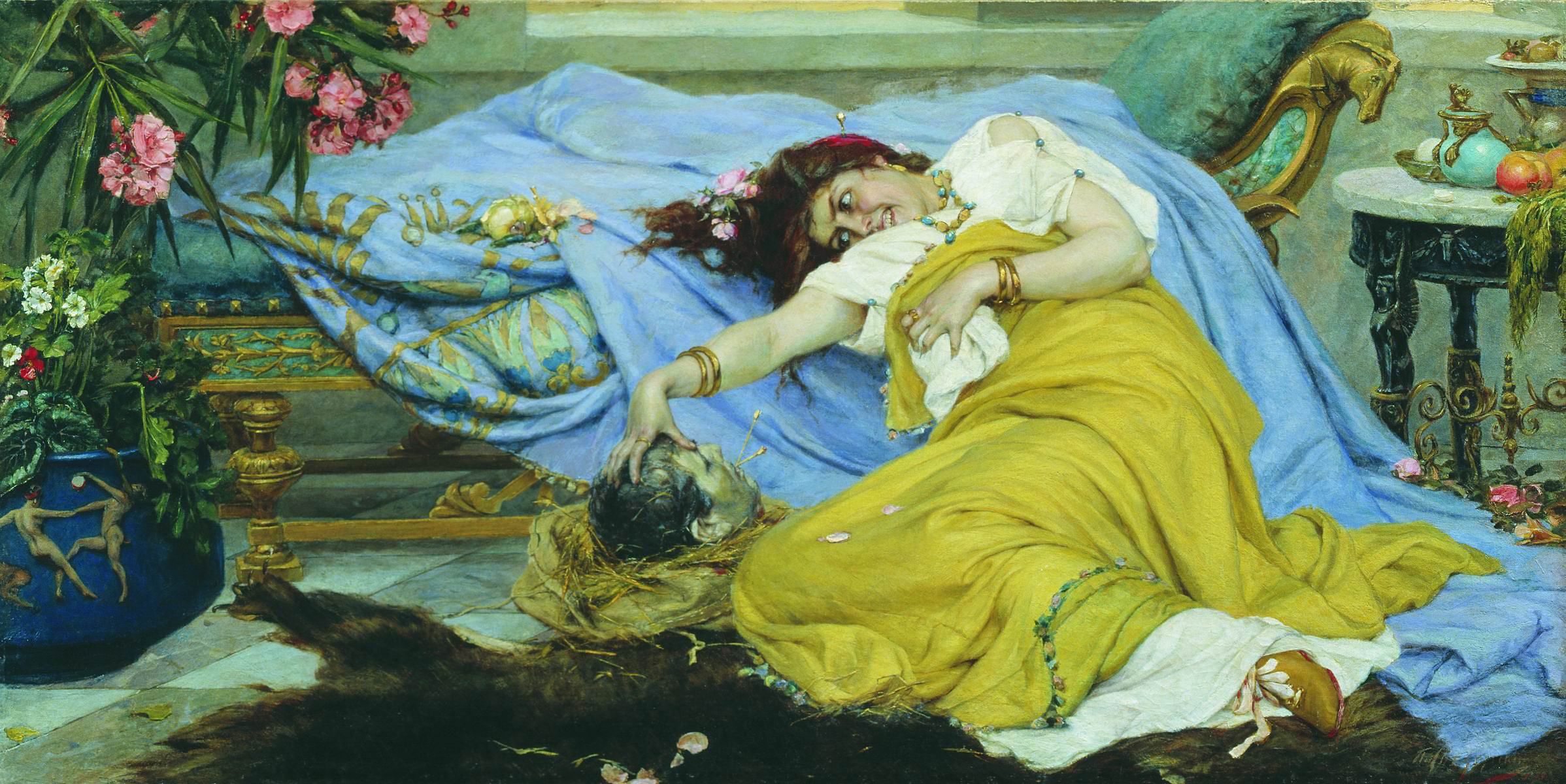
Фульвія, дружина імператора Марка Антонія, знущається з голови Цицерона після його страти, втикаючи шпильки в його язик. 1898, Павло Свєдомський.

Після перемоги при Філіппах у 42 році до н. е. тріумвіри поділили між собою імперію, при цьому Антоній залишився на Сході, а Октавіан повернувся до Італії для того, щоб наділити землею всіх ветеранів. Фульвія, яка залишилася в Італії, мала величезний вплив на державні справи, зокрема, від неї залежало вирішення питання про африканське намісництво та про тріумф її діверя Луція Антонія, який обіймав у 41 році посаду консула. Разом з цим Фульвія побоювалася, що завдяки земельним роздачам Октавіан придбає у середовищі ветеранів значну популярність й авторитет, в результаті чого чільне становище Марка Антонія в державі буде розхитане. Тому вона спонукала Луція Антонія втрутитися у діяльність Октавіана. Луцій Антоній домігся того, щоб Октавіан допустив його уповноважених до розділу ділянок. Після цього він виступив на захист жителів Італії, яких Октавіан виганяв з земель, призначених для роздачі. Це призвело до конфлікту поміж Октавіаном та Луцієм Антонієм, що спричинило Перузійську війну. Після поразки Луція Антонія під Перузієм Фульвія втекла до Греції. Там вона побачилася зі своїм чоловіком, який суворо засудив її дії і відбув до Італії. Після цієї зустрічі Фульвія важко захворіла і невдовзі померла у місті Сікіон.

## Родина
1. Чоловік — Публій Клодій Пульхр, народний трибун 58 року до н. е.
- син Публій Клавдій Пульхр, претор 30 року до н. е.
- дочка Клавдія

2. Чоловік — Гай Скрибоній Куріон, народний трибун 50 року до н. е.
- син Гай Скрибоній Куріон

3. Чоловік — Марк Антоній, тріумвір.
- син Марк Антоній Антілл
- син Юл Антоній, консул 10 року до н. е.